# Leibniz-Institut für die Pädagogik der Naturwissenschaften und Mathematik
Das Leibniz-Institut für die Pädagogik der Naturwissenschaften und Mathematik an der Universität Kiel (IPN) ist eines der führenden wissenschaftlichen Institute auf dem Gebiet der Pädagogik und der Didaktik der Naturwissenschaften und Mathematik in Deutschland. Es ist Mitglied der Wissenschaftsgemeinschaft Gottfried Wilhelm Leibniz und hat seinen Sitz in Kiel. Obwohl es nicht der Christian-Albrechts-Universität zu Kiel angehört, bestehen doch enge Beziehungen zwischen dem Institut und der Universität (so genanntes An-Institut).

## Geschichte
Bereits Anfang der 1960er Jahre bestand in der Bundesrepublik das Unbehagen, in der später so genannten MINT-Bildung international zurückzuliegen. Dies galt auch gegenüber der DDR. 1966 gelang es Karl Hecht, dem ersten Direktor bis 1971, unter Mitwirkung von Werner Kroebel das Institut mit Hilfe Schleswig-Holsteins zu gründen. Dessen Aufgabe wurde es zunächst, die Pädagogik der Naturwissenschaften zu fördern und weiterzuentwickeln. Hinzu trat ein Interesse an Forschungsmethoden und besonders Statistik (Jürgen Rost). Die Beteiligung an der TIMS-Studie brachte in Deutschland eine neue empirische Wende der Erziehungswissenschaft, im IPN seit 1991 gefördert durch Jürgen Baumert. Auch Mathematikdidaktik wurde nun zum Aufgabengebiet.
Besonders seit den für Deutschland enttäuschenden internationalen Vergleichsstudien wie PISA hat das Institut eine starke bundesweite Unterstützung bekommen. BLK-Programme sicherten die Finanzierung. Zu den vom Institut durchgeführten Projekten gehörten die Studien PISA 2003 und 2006, SINUS, ChiK, LeLa, LLL, LUV, System Erde und die Videostudie sowie GLOBE Deutschland. Im Jahre 2016 feierte das IPN Kiel sein 50-jähriges Bestehen.

## Aktivitäten und Aufbau

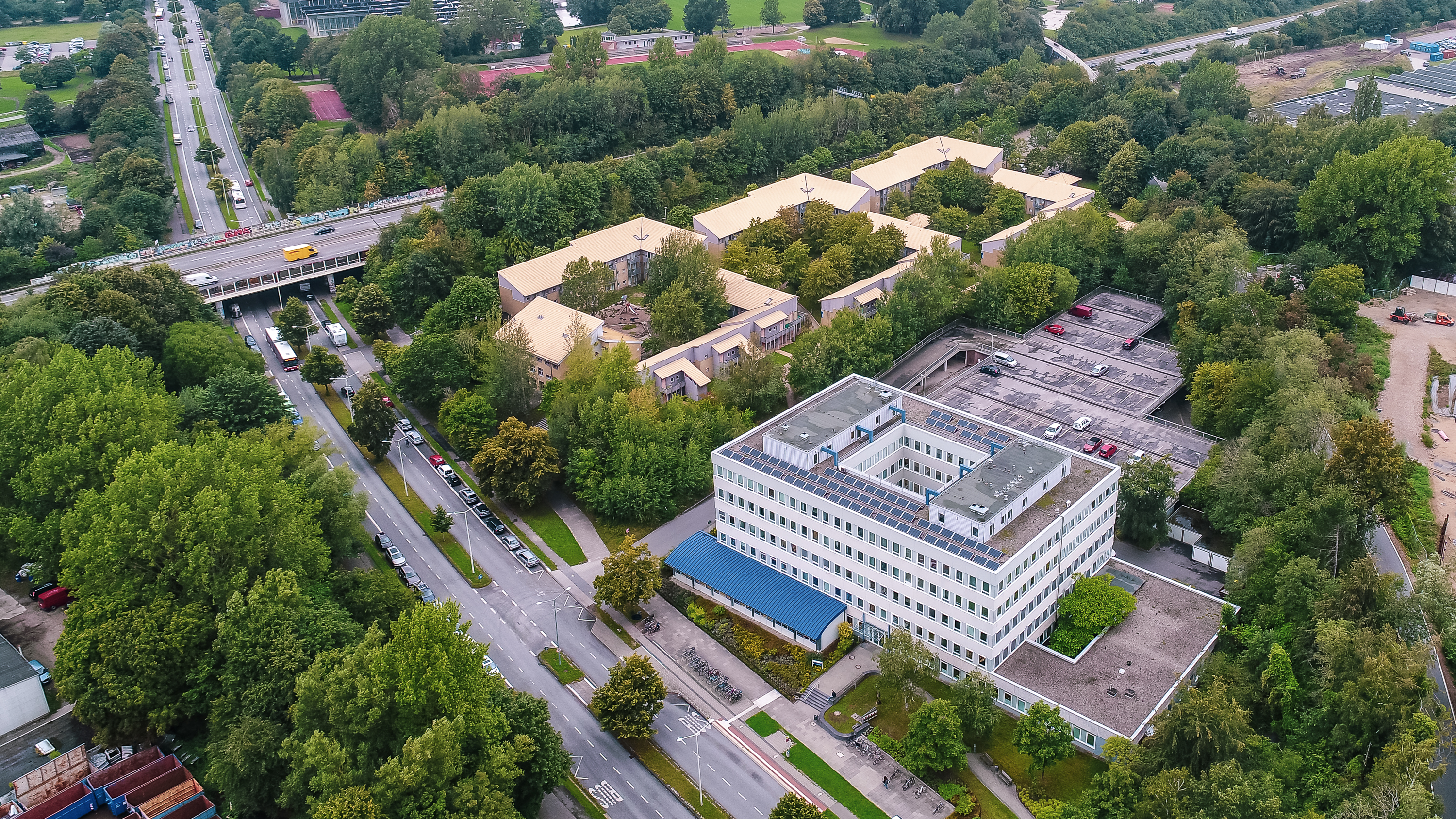
Das Leibniz-Institut für die Pädagogik der Naturwissenschaften und Mathematik an der Olshausenstraße.

Neue Aufgaben sind die Erweiterung auf die frühkindliche Bildung (Primarstufe und die vorschulische Bildung), die Lehrerprofessionsforschung sowie die Schwierigkeiten mathematischer Bildung in einer veränderten Schulwirklichkeit.
Das IPN engagiert sich auch bei den Schülerwettbewerben der Biologie-, Chemie- und Physikolympiade und beim BundesUmweltWettbewerb sowie am deutschen Vorentscheid zur Internationalen JuniorScienceOlympiade. Enge Beziehungen bestehen zum Leibniz-Forschungsnetzwerk Bildungspotenziale (LERN) und zum Leibniz-Forschungsverbund Open Science. Mit aufgebaut wurde in München das Zentrum für internationale Bildungsvergleichsstudien (ZIB).
Das Institut beschäftigt ungefähr 200 hauptamtliche Mitarbeiter, Geschäftsführender Wissenschaftlicher Direktor des IPN ist Olaf Köller, seine Stellvertreterin ist Ilka Parchmann
Es gliedert sich in Abteilungen:
- Didaktik der Biologie, Leitung: Ute Harms[4]
- Didaktik der Chemie, Leitung: Ilka Parchmann
- Didaktik der Mathematik, Leitung: Aiso Heinze[5]
- Didaktik der Physik, Leitung: Knut Neumann[6]
- Erziehungswissenschaft und Pädagogische Psychologie, Leitung: Olaf Köller
- Pädagogisch-Psychologische Methodenlehre, Leitung: Oliver Lüdtke[7]
- Fachbezogener Erkenntnistransfer (seit 2021), Leitung: Hans Anand Pant
  - Deutsches Zentrum für Lehrkräftebildung Mathematik (seit 2021), Leitung: Susanne Prediger
- AG Didaktik der Informatik (seit 2021), Leitung: Andreas Mühling (Kooperation mit der CAU)[8]